# Jean Chrysostome (cuirassé)
Pour les articles homonymes, voir Jean Chrysostome (homonymie).
Le Jean Chrysostome, en russe Ioann Zlatooust (Иоанн Златоуст), est un cuirassé de classe Evstafii construit pour la Marine impériale de Russie. Il devait son nom à saint Jean Chrysostome (344 ou 354-407), l'un des Pères de l'Église orthodoxe grecque. Ce bâtiment de guerre fut lancé le 18 avril 1906, sa mise en service eut lieu le 1er avril 1911. Il fut affecté dans la flotte de la mer Noire. Avec le Pantéleimon (Пантелеймон), l’Evstafii (Евстафий) et le Rostislav (Ростислав), le Jean Chrysostome forma une brigade de cuirassés[réf. souhaitée]. Il prit part à la Première Guerre mondiale.

## Historique

### Carrière dans la Marine impériale de Russie
Le 18 avril 1914, le Jean Chrysostome prit une part active dans la bataille du cap Sarytch.
En 1915, le Jean Chrysostome accompagné des cuirassés Potemkine, Evstafii et Impératrice Maria placés sous le commandement de l'amiral Alexandre Vassilievitch Koltchak, prit part aux attaques menées contre les navires de transport de charbon turcs. Au cours de ce conflit mondial, le bâtiment de guerre participa aux bombardements de Varna. En novembre 1916, le Jean Chrysostome transporta des troupes. Dans le Bosphore et à Varna, il effectua également la protection de la flotte russe lors du mouillage de mines face à la base de U-Boote de la Marine impériale allemande.

### Carrière dans la Marine ukrainienne
Lors de la Révolution d'Octobre 1917, les Ukrainiens revendiquèrent leur indépendance. Le 29 avril 1917, l'Ukraine réquisitionna le Jean Chrysostome, le Evstafii, le Rostislav, des croiseurs et un torpilleur ; ils furent basés à Sébastopol. En décembre 1917, les Ukrainiens s'opposèrent à l'invasion des Bolcheviques. Le 29 décembre 1917, le Jean Chrysostome fut réquisitionné par l'Armée rouge.

### Carrière dans la Marine soviétique
Le 29 décembre 1917, le Jean Chrysostome fut affecté à la Croix-Rouge.

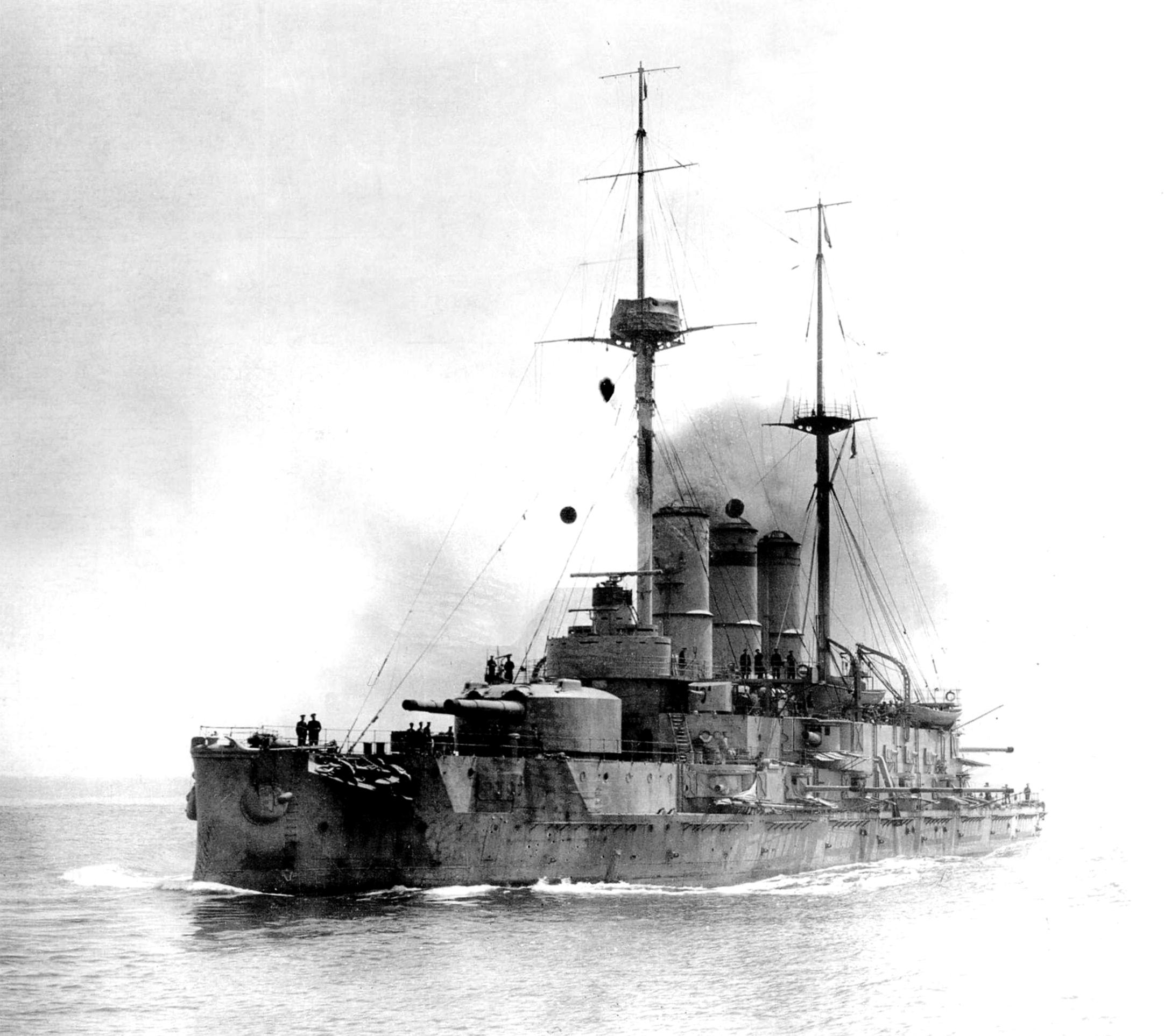
Le Jean Chrysostome

Le 1er mai 1918, il fut capturé par les Allemands occupant Sébastopol. Après la défaite de l'Allemagne, le 24 novembre 1918, le cuirassé fut remis aux Britanniques. Le 24 juin 1919, le cuirassé fut capturé par l'Armée blanche, au cours d'un combat naval ; le bâtiment de guerre fut gravement endommagé.   

### Nouvelle carrière dans la Marine soviétique
De nouveau en service le 15 novembre 1920 dans la Marine soviétique. En 1925, le Jean Chrysostome fut rayé des effectifs de la flotte soviétique ; il fut démantelé le 21 novembre 1925.

## Sources
- (ru) Cet article est partiellement ou en totalité issu de l’article de Wikipédia en russe intitulé « Иоанн Златоуст (броненосец) » (voir la liste des auteurs).